# Рай (роман Януша Зайделя)
«Рай» (пол. Paradyzja) — опублікований у 1984 році видавництвом Iskry в рамках серії «Фантастика-Пригоди» роман Януша Зайделя, за який автор отримав Нагороду польського Фандому «Сфінкс», перейменованого на премію його імені після смерті автора.
Робота належить до соціальної та політичної фантастики. Роман розповідає про земного журналіста, який з метою створення документального фільму під назвою «Рай» відвідує космічний об'єкт. За їх уявленням це штучний супутник з планети Тартар, який заселяють земні колоністи. Роман показує бачення тоталітарної антиутопії, характерної для роботи Зайдля.

## Сюжет
Письменник Ріна Деві має виконати дві місії. Офіційна — він використовує привілей відвідати Рай, що є рідкісним для землян, щоб написати репортаж. Неофіційною метою його візиту є визначення долі іншого мандрівника Землі, який відвідав Рай 10 років до цього й помер за нез'ясованих обставин.
Згідно з офіційною версією історії, яка розповідається в Раю, в минуло близько 100 років від часу, коли відбуваються події роману, мешканці Землі шукали нові джерела сировини і місця, придатні для колонізації. Такою видавалася віддалена планета Тартар. Експедиція, окрім геологорозвідувального обладнання, брала з собою контейнери, які містили сплячі (в стані анабіозу) колоністи. За повідомленнями, з місця прибуття, незважаючи на оригінальні результати досліджень, виявилося, що планета, надзвичайно геологічно нестабільна, абсолютно непридатна для колонізації, але багата рідкісними і цінними мінералами. Керівництво експедиції вирішило не повертатися, а створити штучну колонію на її орбіті (населений штучний супутник). Земля не заперечувала, більше того — вона охоче підтримувала колоністів технологічно і фінансово, сподіваючись на майбутні прибутки. Між тим, після завершення будівництва колонія несподівано оголосила незалежність й односторонньо проголосила існуючі умови. Мешканці орбітального середовища проживання були поставлені в стан готовності до боротьби з ворогом — жадібною Землею. Цей стан ніколи не було скасовано.
Тим часом на Землі вже деякий час діє неформальна група людей, які контролюють процес колонізації космосу в контексті дотримання Конвенції про врегулювання. Ця група поселила молодого соціолога Ларса Беніга на Раю, який під прикриттям дослідження суспільства мала виявити, які саме порядки насправді переважають в Раю. На жаль, він не зміг надати результати своїх розслідувань, тільки суха інформація про його смерть в аварії дійшла Землі. Земляни, однак, підозрюють, що його смерть не була випадковою. Сліди Беніга повинен був знайти Ріна.
Початок перебування Ріна в Раю був досить стандартним: під керівництвом екскурсовода Альвії він дізнався про конкретні правила, які регулюють життя місцевого суспільства. Він дізнався про місцеві звичаї та спосіб життя, зрозумів причини й мету обмежень та заборон, характерних для цього світу, які, як здається, виправдовуються специфікою місця, де він опинився. Рінах зіткнувся й, здавалося, зрозумів сферу, принципи та мету спостереження, під які потрапляють усі мешканці Раю. Спостереження складаються з постійного попереднього перегляду та підслуховування, а оцінка результатів здійснюється не людьми, а комп'ютерною системою, непідкупною, проте невтомною, завжди пильною, всюди присутньою. Цьому сприяють всі умови — підслуховування й камери, встановлені скрізь, де є закритий простір, а прозорі стіни стільникового житлового простору полегшують роботу; кінцевим фактором підпорядкування системі є загроза відправки на роботу в шахти на Тартар для людей, які з різних причин вважаються найменш корисними для райської громади. Але представники райської громади намагаються обдурити систему. Створено своєрідну новомову («коаланг», асоціативно-ілюзійна мова, яка при підслуховуванні комп'ютером реєструється як безглузда дурниця, а співрозмовник може вгадати прихований зміст слів), обманюючи всюдисуще підслуховування; змовники також можуть обходити наказ носити персні, які видають персональний сигнал. Але ці маленькі шахраї тільки розкривають верхівку айсберга. Згодом Рінах дізнається, що не вся інформація, яка надається, є правдою. Відомий журналіст, зірка райської медіа Зінія Ветт, людина, яка переконує, що з якихось причин допущена до таємниці, розповідає Деві, що фактично Тартар не такий вже неспокійний, як про це повідомляється. Планета просто є величезним притулком для купки правителів, а мільйони жителів Раю є джерелом праці. Збираючи рудиментарну інформацію, Ріна зрештою виявляє, що навіть таємниця, відома начебто привілейованому колу людей, має прихований зміст. Цілий ряд заборон, таких як читання і письмо, володіння об'єктами, які можна використовувати для фізичних експериментів, дозволяє людям бути приголомшеними й обдуреними. Згідно з усіма припущеннями, Рай, сприймається як штучний супутник планети Тартар, ймовірно насправді не існує, а весь об'єкт передбачуваного штучного супутника, який за інформацією, переданою жителям планети, знаходиться на орбіті навколо планети Тартар, насправді, з самого початку є населеним пунктом й він знаходиться на одній планеті, згідно з оригінальними результатами досліджень, і, незважаючи на версію історії, яка подається мешканцям Раю, має сприятливі умови для життя. 100 років тому колоністи в стані анабіозу були введені в оману керівниками експедиції щодо геологічних умов тартару, і тепер їхні нащадки утримуються в умовах незнання. Метою цього стану справ є створення відчуття загрози (від Землі) і створення суспільства, яке, переконавшись у житті на штучному супутника, приймає обмеження та жертви, які випливають з нього, і водночас сприймає необхідність певних жертв, включаючи роботу в шахтах, розташованих на Тартарі. Торгівля землею з Тартару мінералами та торговим обміном (за офіційною пропагандою) допомагає забезпечити основні продовольчі потреби мешканців Раю, але фактично більшість прибутку від торгівлі спрямована на комфортабельне життя купки колоністів-засновників, резиденції яких знаходяться на Тартарі; також ресурси, які забезпечують обороноздатність проти уявної можливої земної агресії, фактично допомагають забезпечувати правлячому класу існуванням stutus quo.
Наприкінці роману Ріна повертається на Землю, але через те, що він отримав багато інформації від Зінії, який просить зберегти її в таємниці, книга не говорить про те, чи зможуть жителі Землі дізнатися істину про Рай. Що стосується майбутнього мешканців Раю, то автор роботи вказує на промінь надії — робітники, які працюють на шахтах Тартара з видобутку радіоактивних руд, збирають й приносять шматки руди, за допомогою яких вони разом зможуть спалити своєрідне прикриття Раю, після чого його жителі зможуть побачити, що Рай насправді не дрейфує в космосі, й усвідомлять обман, жертвами якого протягом багатьох поколінь вони були.

## Відгуки
Його визнали найкращим науково-фантастичним романом року в Польщі в 1984 році. У Польській Народній Республіці його широко розуміли як метафору СРСР: всемогутні органи державної безпеки та пропаганда, єдина державна ідеологія та примусова праця.

## Екранізація
- Роман був екранізований Мацеєм де Корчак-Лещинський у 1986 році (телевізійна версія). Головні ролі виконували Маріан Опаня та Моніка Габриелевич.
- Світову прем'єра роману підготувала Варшавська театральна трупа Страпонтен у 2009 році.